# Áqá Muḥammad-i-Qá'iní
Áqá Muḥammad-i Qáʾiní, (Naw-Firist, Iran, 29 marzo 1829 - Buchara, Uzbekistan 6 luglio 1892), conosciuto anche come Fadil-i Qaʾini e soprannominato Nabíl-i Akbar (in arabo نبيل الأكبر‎?), fu un eminente Bahá'í persiano.
Fu designato come Mano della Causa da 'Abdu'l-Bahá e fu nominato Apostolo di Bahá'u'lláh  da Shoghi Effendi.
Nabíl-i-Akbar fu il destinatario di una tavola di Bahá'u'lláh, la Lawh-i-Hikmat o Tavola della Sapienza.

'Abdu'l-Bahá ne fu un estimatore: 
(Memorials of the Faithful, p. 1)
Nabíl completò i propri studi sotto la guida dello sceicco Murtaday-i-Ansari, successivamente si recò a Baghdad. Il suo maestro s'era rifiutato di partecipare a dei complotti che alcuni religiosi sciiti stavano tramando contro Bahá'u'lláh durante il suo soggiorno a Baghdad.
Di lui Balyuzi disse che nessuno nell'ambito bahai ha superato la profondità della sua erudizione anche se aveva una conoscenza limitata del mondo occidentale a differenza di Mírzá Abu'l-Faḍl-i-Gulpáygání che oltre ad avere una profonda conoscenza della cultura islamica conosceva anche il pensiero occidentale e il suo mondo.